# 1838 w literaturze
Wydarzenia literackie w 1838 roku.

## Nowe książki
- polskie
  - Józef Ignacy Kraszewski – Poezje
  - Juliusz Słowacki – Anhelli
- zagraniczne
  - John James Audubon – The Birds of America

## Urodzili się
- 16 lutego – Henry Brooks Adams, amerykański historyk, pisarz i krytyk (zm. 1918)
- 10 kwietnia – Johann Hinrich Fehrs, niemiecki poeta i pisarz (zm. 1916)
- 20 sierpnia – William Reed Huntington, amerykański poeta (zm. 1909)
- 4 września – Achille Millien, francuski poeta i folklorysta (zm. 1927)
- 11 września – Adam Asnyk, poeta i dramatopisarz polski (zm. 1897)
- 20 grudnia – Edwin Abbott Abbott, brytyjski pisarz (zm. 1926)

## Zmarli
- 27 listopada – Ludwik Osiński, polski krytyk literacki, teoretyk literatury, tłumacz i poeta (ur. 1775)